# Fågelsudd
Fågelsudd är en bebyggelse i Ryssby distrikt i Kalmar kommun.  SCB avgränsade området 2023 till en separat småort.